# 小花糖芥
小花糖芥（学名：Erysimum cheiranthoides）为十字花科糖芥属下的一个种。

## 扩展阅读
- 維基物種上的相關：小花糖芥